# Alpiarça
Alpiarça – miasto i gmina w dystrykcie Santarém, jest jedną z sześciu, która składa się z jednego sołectwa. Sąsiaduje z gminami: Chamusca, Almeirim i Santarém.

## Demografia
| Ludność gminy Alpiarça |      |      |      |      |      |      |      |
| 1920                   | 1930 | 1960 | 1981 | 1991 | 2001 | 2004 | 2011 |
| 8591                   | 7550 | 7856 | 8120 | 7711 | 8024 | 8198 | 7702 |

## Historia
Dzięki dogodnej lokalizacji, nad rzeką Tag, ludzie mogli się tu osiedlać już w epoce dolnego paleolitu.
W czasach rzymskich, była to mała wioska, przez którą przechodziła droga Lizbona – Mérida, której część, jeszcze się zachowała. Miasto na dzisiejszym miejscu (wcześniejsze wioski znajdowały się w pewnym oddaleniu), powstało prawdopodobnie w roku 1295, pod nazwą Alpearça, która to pojawia się również w dokumentach w 1311. Osada bogaciła się głównie z rolnictwa i rybactwa, jednak w XIX wieku.
W dniu 17 lutego 1906 Alpiarça otrzymała prawa miejskie. W 1914 miasto stało się siedzibą gminy o tej samej nazwie.

## Władze
- starosta – Fernando Louro
- burmistrz – Mario Pereira
- przewodniczący rady miasta – Fernanda Cardigo

## Miasta partnerskie
- Polska – Wysokie Mazowieckie
- Francja – Champigny sur Marne